# ریکاردو فورته
ریکاردو فورته (انگلیسی: Riccardo Forte؛ زادهٔ ۱۷ مهٔ ۱۹۹۹) بازیکن فوتبال است.
از باشگاه‌هایی که در آن بازی کرده‌است می‌توان به باشگاه فوتبال آ.ث. میلان اشاره کرد.